# Chilothorax zaissanicus
Chilothorax zaissanicus är en skalbaggsart som beskrevs av Nikolajev 1987. Chilothorax zaissanicus ingår i släktet Chilothorax och familjen Aphodiidae. Inga underarter finns listade i Catalogue of Life.